# Гартвелл (Джорджія)
Гартвелл (англ. Hartwell) — місто (англ. city) в США, в окрузі Гарт штату Джорджія. Населення — 4470 осіб (2020).

## Географія
Гартвелл розташований за координатами 34°20′59″ пн. ш. 82°55′41″ зх. д. / 34.34972° пн. ш. 82.92806° зх. д. (34.349645, -82.928020).  За даними Бюро перепису населення США в 2010 році місто мало площу 13,23 км², з яких 13,18 км² — суходіл та 0,04 км² — водойми.

## Демографія
Згідно з переписом 2010 року, у місті мешкало 4469 осіб у 1889 домогосподарствах у складі 1099 родин. Густота населення становила 338 осіб/км².  Було 2266 помешкань (171/км²).
Расовий склад населення:
| - 61,3 % — білих - 34,5 % — чорних або афроамериканців - 1,1 % — азіатів - 0,1 % — корінних американців - 1,2 % — осіб інших рас |

До двох чи більше рас належало 1,8 %. Частка іспаномовних становила 3,1 % від усіх жителів.
За віковим діапазоном населення розподілялося таким чином: 23,0 % — особи молодші 18 років, 54,4 % — особи у віці 18—64 років, 22,6 % — особи у віці 65 років та старші. Медіана віку мешканця становила 42,4 року. На 100 осіб жіночої статі у місті припадало 79,8 чоловіків;  на 100 жінок у віці від 18 років та старших — 73,8 чоловіків також старших 18 років.
Середній дохід на одне домашнє господарство  становив 53 203 долари США (медіана — 35 581), а середній дохід на одну сім'ю — 73 866 доларів (медіана — 47 128). За межею бідності перебувало 21,5 % осіб, у тому числі 17,9 % дітей у віці до 18 років та 4,4 % осіб у віці 65 років та старших.
Цивільне працевлаштоване населення становило 1465 осіб. Основні галузі зайнятості: виробництво — 30,3 %, освіта, охорона здоров'я та соціальна допомога — 22,6 %, роздрібна торгівля — 11,5 %, мистецтво, розваги та відпочинок — 10,4 %.